# Frankrikes Grand Prix 1950
Frankrikes Grand Prix 1950 var det sjätte av sju lopp ingående i formel 1-VM 1950. Detta var det första F1-loppet som kördes i Frankrike.

## Resultat
- 1 Juan Manuel Fangio, Alfa Romeo, 8+1 poäng
- 2 Luigi Fagioli, Alfa Romeo, 6
- 3 Peter Whitehead, Peter Whitehead (Ferrari), 4
- 4 Robert Manzon, Gordini (Simca-Gordini), 3
- 5 Philippe Étancelin, Philippe Étancelin (Talbot-Lago-Talbot)[2], 1
- = Eugène Chaboud, Philippe Étancelin (Talbot-Lago-Talbot)[2], 1
- 6 Charles Pozzi, Charles Pozzi (Talbot-Lago-Talbot)[3]
- = Louis Rosier, Charles Pozzi (Talbot-Lago-Talbot)[3]
- 7 Nino Farina, Alfa Romeo (varv 55, bränslepump)
- 8 Yves Giraud-Cabantous, Talbot-Lago-Talbot

### Förare som bröt loppet
- Pierre Levegh, Talbot-Lago-Talbot (varv 36, motor)
- Felice Bonetto, Milano (Maserati-Milano) (14, motor)
- Johnny Claes, Ecurie Belge (Talbot-Lago-Talbot) (11, överhettning)
- Louis Rosier, Talbot-Lago-Talbot[4] (10, överhettning)
- Reg Parnell, Scuderia Ambrosiana (Maserati) (9, motor)
- Franco Rol, Maserati (6, motor)
- Louis Chiron, Maserati (6, motor)
- David Hampshire, Scuderia Ambrosiana (Maserati) (5, motor)
- Raymond Sommer, Talbot-Lago-Talbot (4, överhettning)
- José Froilán González, Scuderia Achille Varzi (Maserati) (3, motor)

### Förare som ej startade
- Luigi Villoresi, Ferrari (drog sig tillbaka efter träningen)
- Alberto Ascari, Ferrari (drog sig tillbaka efter träningen)